# Gianni Piatti
Gianni Piatti (Zelo Buon Persico, 27 marzo 1944) è un politico italiano.

## Biografia
Nato a Zelo Buon Persico il 24 marzo 1944, ha studiato in due collegi di Lodi.
È stato impiegato amministrativo alla Ferrania e alla 3M Italia e ha operato nel sindacato, iscrivendosi alla CGIL.
Membro del Partito Comunista Italiano e segretario del PCI nella provincia di Lodi dal 1987, fu favorevole alla Svolta della Bolognina ed ha successivamente fatto parte dei Democratici di Sinistra.
Tra gli incarichi politici svolti, quello di consigliere comunale a Mulazzano ed a Lodi; inoltre è stato capogruppo nel consorzio del lodigiano. Nel 1996 venne eletto senatore tra le file dei DS e nella XIII legislatura fu membro della commissione d'inchiesta sul dissesto della Federconsorzi; confermato al Senato anche al termine delle elezioni politiche del 2001, è stato scelto come vicepresidente della IX commissione (ambiente).
Dal maggio del 2006 al maggio del 2008 ha fatto parte del secondo governo Prodi in qualità di sottosegretario all'Ambiente.